# Осада Ковно (1915)
Оса́да Ко́вно или Осада Ковенской крепости — осада российской крепости в Ковно германскими войсками в ходе Первой мировой войны, продолжавшаяся с 23 июля (4 августа) по 18 (31) августа 1915 года и закончившаяся её падением.

## Военно-стратегическая ситуация
Летом 1915 года в ходе Риго-Шавельской операции германская армия двинулась в сторону Ковенской губернии Российской империи и её центра — города Ковно (ныне — Каунас, Литва); последнего немцы достигли в июле того же года. Вокруг города располагалось 9 фортов, образующих Ковенскую крепость. Гарнизон крепости на тот момент насчитывал 66 629 человек при 1370 орудиях под командованием генерала от кавалерии В. Н. Григорьева. Для осады крепости немцы задействовали 4 дивизии, которые были отданы под командование генерала Карла Лицмана.

## Ход осады

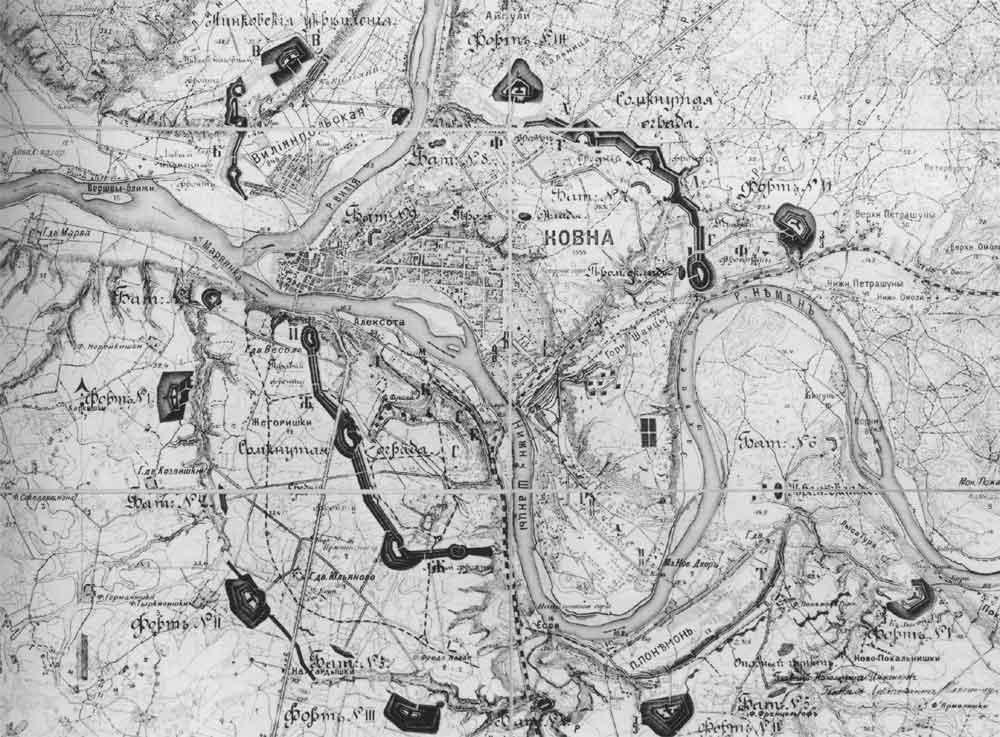
План Ковенской крепости, XIX век

Осада крепости началась 23 июля (4 августа). Чтобы поддержать осаду, немцы построили железную дорогу для перевозки своих 420-мм гаубиц «Gamma Mörser». Снаряд такой гаубицы весил около 1 тонны, а дальность полёта составляла 14 км. Всего у немцев было 1360 орудий.
Немецкая армия сосредоточила свои атаки на I, II и III фортах, которые были старейшими сооружениями комплекса. Поскольку немцы не окружили крепость полностью, русский гарнизон смог перегруппироваться и пополнить запасы. 27 июля (8 августа) немцы усилили обстрел, но гарнизон крепости выдержал несколько попыток прорвать оборонительный периметр. Через несколько дней бомбардировка крепости достигла своего апогея; его защитники понесли тяжёлые потери от 50 % до 75 % состава. 1 (14) августа было убито более тысячи оборонявшихся солдат, но немцам так и не удалось полностью преодолеть оборону крепости. Однако на следующий день снаряды «Gamma Mörser» разрушили I форт, послего чего немцы переключили своё внимание на II форт. Бой теперь происходил в пределах большого крепостного комплекса.
В полдень 3 (16) августа командующий 10-й русской армией Е. А. Радкевич спросил главнокомандующего армиями Северо-Западного фронта М. В. Алексеева: как следует относиться к переданной в его подчинение Ковенской крепости:
- допустить ли её полное окружение немцами;
- защищать ли северные форты, несмотря на потерю укреплений фортов 1-го отдела;
- или приступить к эвакуации гарнизона, вооружения и военных припасов, так как это необходимо сделать своевременно.

Утром 4 (17) августа Алексеев разрешил использовать для обороны Ковно свой резерв — 4-ю Финляндскую стрелковую и 65-ю пехотную дивизии; в то время как Радкевич приказал 3-му Сибирскому армейскому корпусу немедленно атаковать немцев. В ночном бою прорвавшиеся в форты немецкие части были выбиты, но севернее крепости отряд генерал-майора Н. К. Яновского был отброшен немецкой 4-й кавалерийской дивизией. С 11 часов Лицман приказал начать обстрел фортов 1-го отдела обороны из 208 орудий, в том числе 80 тяжёлых и 10 сверхтяжёлых гаубиц и миномётов; также был налажен огонь с самолётов и аэростатов. К 12 часам почти вся артиллерия ковенских фортов была выведена из строя, а немецкая пехота 40-го резервного корпуса пошла в атаку, прорвалась между II и III фортами, и к 14 часам овладела I фортом. К 18 часам все форты 1-го отдела были захвачены; на северном участке была прорвана центральная ограда крепости. Мосты через реку Неман были заняты сотнями казаков и готовились к взрыву. В руки немцев попало 4000 пленных и 52 орудия из 115-й пехотной, 76-й и 79-й резервных дивизий.
Обстрел из осадных орудий затронул оборону Ковно. В 1-м отделе крепости потери достигли 75 % состава (164 офицера и 11 968 солдат), батареи тяжёлых орудий были разбиты, а противоштурмовые орудия подавлены. Проблемой защитников была нехватка боеприпасов: они были вооружены японскими винтовками, патронов к которым в Ковно не было. Григорьев тщетно обращался к командованию 10-й армии и даже 12 (25) августа решил направить жалобу в штаб фронта:

<…> Большие потери и усталость людей заставляют людей обращаться за помощью, просьбы, на которые 10-я армия молчит или ограничивается генералом Поповым непонятной полемикой. <…> Для замены растопленных частей мне нужно целых 12 батальонов, как минимум на время приведения в порядок частей гарнизона.
Однако штаб фронта переправил жалобу в штаб 10-й армии.
К ночи 17 (30) августа гарнизон 1-го отдела полностью покинул Неман. Под угрозой окружения части гарнизона 2-го отдела также покинули укрепления. Коменданту крепости Григорьеву было приказано «вынести всё, что можно, останавливаясь при этом в остальных фортах». Около часа ночи штаб 10-й армии, не имея возможности связаться с Григорьевым, передал командование гарнизоном начальнику 124-й пехотной дивизии генералу от инфантерии Н. Я. Лопушанскому, оборонявшему 4-й отдел крепости. Оказалось, что V форт ещё обороняется, а IV форт никем не занят. Тем временем мосты через реку Неман были взорваны.
В 4 часа 17 (30) августа Григорьев телеграфировал в штаб армии, что гарнизон покинул крепость и полностью деморализован. Радкевич доложил об этом Алексееву в 9 часов:

Гарнизон оставил Ковно и бежит в полном беспорядке. Коменданта нашли около 7 часов утра возле Румшишкеса. <…> Остатки гарнизона представляют собой беспорядочную толпу, и, по словам коменданта, их моральное состояние исключает возможность не только перейти в наступление, но даже удерживать какую-либо позицию.
Лицман, в свою очередь, отдал приказ об бомбардировке центра Ковно, а также его цитадели и вокзала. Затем он направил 3-ю резервную дивизию и бригаду Б. фон Эзебека для атаки фортов на северной части крепости. До вечера немцы успешно захватили эти форты, переправив 76-ю и 79-ю резервные дивизии через реку Неман; в то время как 115-я стрелковая дивизия захватила IV форт. С 18:30 10-я российская армия начала отход. Гарнизон Ковно удерживал Румшишкес и Жежмаряй, а отряд генерал-лейтенанта В. А. Альфтана (65-я пехотная дивизия и ополчение) продолжал оборонять V форт. Радкевич всё ещё надеялся вернуть Ковно и приказал корпусам В. Тофимова и Н. Я. Лопушанского отбросить немцев за реку Неман и организовать эвакуацию крепости. Алексеев также подтвердил задачу отбить у немцев 3-й и 4-й отделы обороны и затем оборонять их «до последней крайности» после полуночи 18 (31) августа.
Однако за ночь в районе Ковно под натиском немцев 40-й и 54-й Донские казачьи полки отступили; был отброшен и отряд Лопушанского. Вечером немцы захватили последний оставшийся форт (V) и полностью заняли Ковно.

## Результаты
Литовско-американский исследователь Бронюс Квиклис выявил ряд факторов, способствующие сравнительно быстрому падению крепости:
- она не была полностью отремонтирована;
- её защитники были неопытны[11];
- командиры часто менялись и не имели возможности ознакомиться с окрестностями и крепостью;
- когда бой вышел за пределы крепости, линии связи были нарушены немецкой бомбардировкой, и оборона крепости не смогла восстановить полную связь с командным центром или с другими фортами;
- а самое главное — отсутствие внешней поддержки[2].

За время осады немцы потеряли в общей сложности около 10 тыс. человек, тогда как потери русских составили 7000—8000 убитыми и до 17 тыс. ранеными; 40-й немецкий резервный корпус захватил до 20 тыс. пленных, 1300 орудий (в т. ч. 350 тяжёлых), 100 пулемётов, 20 тыс. винтовок и 810 тыс. снарядов. Материалы из крепости немцы использовали в других местах во время войны против России.
Григорьев был арестован, предан суду и приговорен к 15 годам лишения свободы за ненадлежащее исполнение своих обязанностей. Его также лишили всех наград, военных степеней и почестей.